# Aerenicopsis singularis
Aerenicopsis singularis är en skalbaggsart som beskrevs av Martins och Maria Helena M. Galileo 1998. Aerenicopsis singularis ingår i släktet Aerenicopsis och familjen långhorningar. Inga underarter finns listade i Catalogue of Life.